# Edoardo Amaldi
Edoardo Amaldi (Carpaneto Piacentino, Italia, 5 de septiembre de 1908 - Roma, Italia, 5 de diciembre de 1989) fue un físico italiano. Fue cofundador y secretario general de la Organización Europea para la Investigación Nuclear (CERN), de la Agencia Espacial Europea y del Instituto Nacional de Física Nuclear de Italia.